# Veronica beccabunga
Espèce
Statut de conservation UICN

 LC  : Préoccupation mineure
La Véronique des ruisseaux, parfois appelée aussi Cresson de cheval ou Salade de chouette (Veronica beccabunga L.), est une espèce de plantes vivaces du genre Veronica des lieux humides.
Le genre Veronica, autrefois classé dans l'ordre des Scrophulariales et dans la famille des Scrophulariaceae, appartient maintenant à l'ordre des Lamiales et à la famille des Plantaginaceae.

## Description

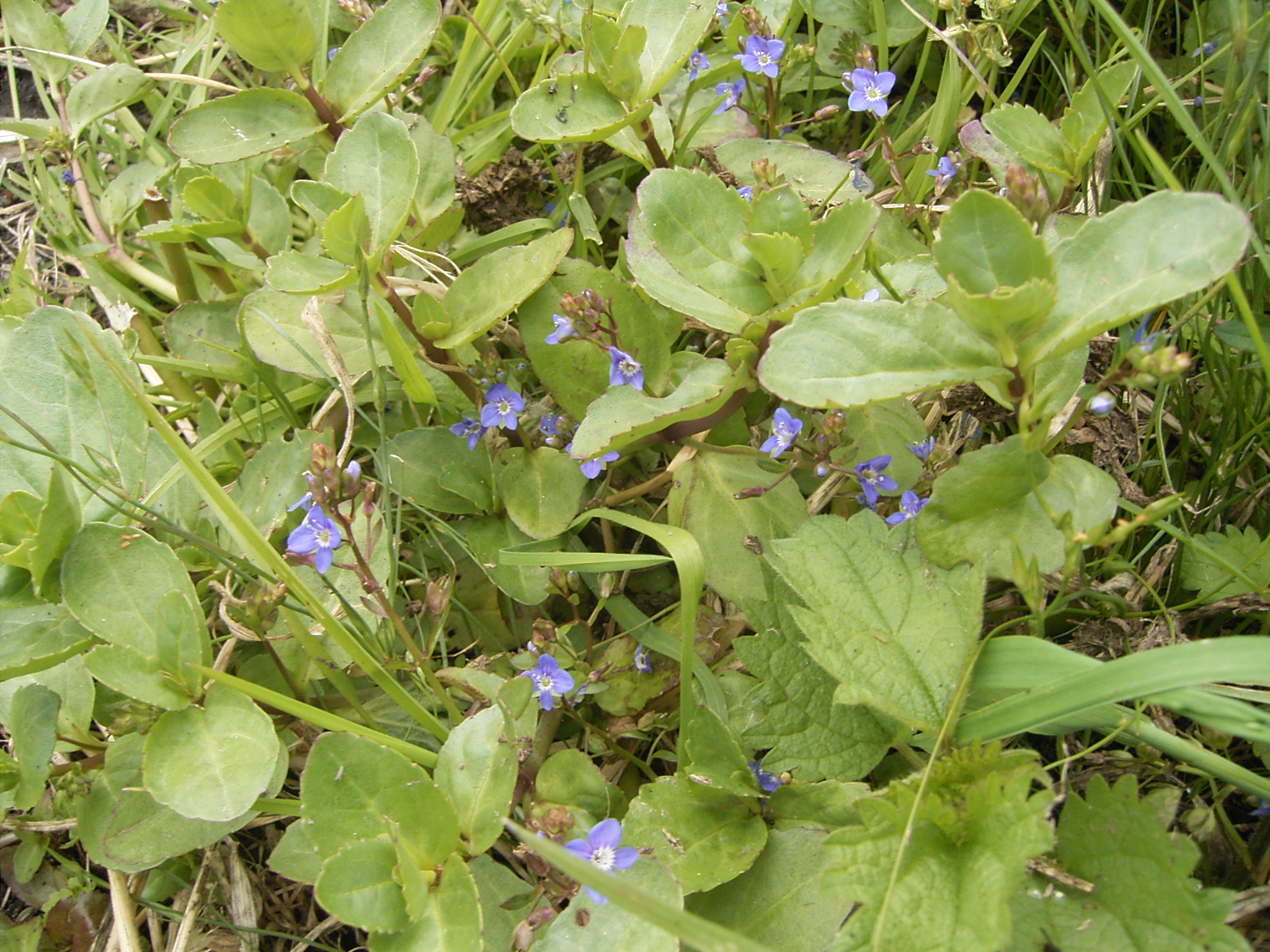
Aspect général

### Morphologie générale et végétative
Plante herbacée glabre atteignant 60 cm, à tige cylindrique et rougeâtre, épaisse et charnue, rampante, à extrémités érigées. Feuilles opposées à très court pétiole, ovales à arrondies, à limbe épais et luisant, légèrement crénelé.

### Morphologie florale
Les fleurs, hermaphrodites, sont groupées en petits racèmes opposés se formant à l'aisselle des feuilles supérieures. Calice à quatre sépales. Petite corolle bleu pâle (entre 0,5 et 1 cm[réf. nécessaire]) à quatre pétales blancs à la base et légèrement striés. Comme pour beaucoup de véroniques, le pétale inférieur est plus étroit que les trois autres. Deux étamines et un style. Ovaire supère à deux carpelles. Pollinisation : entomogame (abeilles) ou autogame. La floraison a lieu de mai à septembre.

### Fruit et graines
Le fruit est une capsule globuleuse glabre, peu échancrée à son sommet et ne dépassant pas le calice.

## Écologie et habitat
Plante assez répandue en Europe, en plaine et en altitude (jusqu'à 2 500 m). Semi-aquatique, elle pousse au bord des eaux douces peu profondes (ruisseaux, mares et marécages), souvent associée à la renoncule des rivières (Ranunculus fluitans).

## Utilisation culinaire
Feuilles et tiges peuvent être utilisées crues en salade ou cuites.
Elles peuvent être contaminées par la douve du foie et donc ne doivent pas être consommées crues en cas de risques (pâturages proches).